# 米国道路安全保険協会
米国道路安全保険協会（べいこくどうろあんぜんほけんきょくかい、Insurance Institute for Highway Safety、略称: IIHS）は、米国保険業界が1959年に設立した非営利団体で、1自動車アセスメントとして自動車の衝突事故における人、車両、道路環境の3要素すべてを視野に入れた事故防止策、および事故発生前、事故発生時、事故発生後のそれぞれの損傷の軽減に焦点を置いた調査研究を行っている。
業界を代表して自家用車として想定される車種に対する衝突安全試験や安全装置の性能試験を実施している。その結果は公開され、専門家や車両ユーザーに利用されている。
試験項目は、前面オフセット衝突2種、後面フルラップ衝突、側面衝突、転倒、屋根強度、前面衝突予防性能であるが、一部の試験が実施されていない車種もある。
毎年「TOP SAFETY PICK award」が発表され、総合評価が高いものには「トップセーフティーピック」、最高のものには「トップセーフティーピック＋」の称号を与えている。

## 概要
IIHSは、自動保険業者によって資金を助成される米非営利団体として、自動車事故の数を減らすことを目的として設立された。自動車事故により発生する損害と死傷率・その度合いを分析することで、各車両ごとの評価を行っている。またこれらの結果は保険利用率などにも適用される場合がある。衝突実験の様子はYoutube IIHS チャンネルで公開されている。
保険業界が公表している情報のため、より現実の事故統計などを参考にしていることもあり、自動車メーカーやNCAPのテストでは現れない、実質的な安全性の裏づけデータのひとつとしてとらえることも出来る。一方で、NCAPの衝突安全基準をクリアしている（法的に問題のない）車種もIIHS独自の「屋根強度」（Roof strength test）や「スモールオーバーラップ前突」（Small overlap frontal crash test = 25%オフセット前突試験）テストなどの結果で「Poor」と評価されることもあり、自動車メーカーからの反論もある。
衝突試験はマイクロカーからラージピックアップトラックまでが15のグループに分けられている（2013年現在）が、絶対評価では無く、クラス（カテゴリ）内での相対評価のため、車型、サイズでの分類の他、ファミリーカー（セダン/ステーションワゴン）とSUVには高級車の区分がある。
テスト結果は4段階で表され、Good（優）、Acceptable（良）、Marginal（可）、Poor（不可）である。また、同型車でも試験年次（車両の年式）によって結果が異なる場合がある事に注意が必要。
2012年から新たに実施されている「Small overlap frontal test」は、速度40 mphにおける左端25%のオフセット前面衝突テストで、運転席側のAピラーやスカットル（フロントドアヒンジ部）に力が集中する厳しい内容であるが、IIHSによると、前席乗員の死亡や重傷につながる前面衝突事故の約4分の1がこの場合に該当するという。
2013年から新たに実施されている「Front crash prevention」は、衝突被害軽減ブレーキの性能を評価する。衝突被害軽減ブレーキの評価は警告機能で1点、自動ブレーキ性能で5点で最高6点満点で、「superior（5～6点）」、「advanced（2～4点）」、「basic（1点）」の3段階で評価される。自動ブレーキ性能試験は20km/hと40km/hでの減速性能を試験される。そもそもプリクラッシュセーフティシステムが付いていない車や、米国運輸省の道路交通安全局 (NHTSA) の基準を満たさない衝突被害軽減ブレーキしかない車は0点である。そのため、2014年から「トップセーフティーピック＋」を取得するには衝突被害軽減ブレーキが必須となる。